# Apple & Onion
Apple & Onion è una serie televisiva animata britannica-statunitense del 2018, creata da George Gendi.
Gendi ha lanciato l'idea della serie al Cartoon Network Development Studio Europe mentre lavorava a Lo straordinario mondo di Gumball a Londra. Arrivato a Burbank, Gendi si è avvicinato ai Cartoon Network Studios, portando alla produzione di un episodio pilota. Il cortometraggio è stato selezionato per essere proiettato insieme ad un altro episodio pilota di Cartoon Network chiamato Welcome to My Life al Festival internazionale del film d'animazione di Annecy del 2015, prima di essere pubblicato online nel maggio 2016. Il corto è stato preso in considerazione per una serie limitata nel marzo 2017.
La serie è stata trasmessa per la prima volta negli Stati Uniti su Cartoon Network dal 23 febbraio 2018 al 7 dicembre 2021, per un totale di 76 episodi ripartiti su due stagioni. In Italia viene trasmessa su Cartoon Network dal 3 dicembre 2018 al 20 aprile 2022 e su Boing dal 20 dicembre 2020.

## Trama
Ambientato in un mondo popolato da soli cibi antropomorfi, Apple e Onion, due ragazzi appena arrivati nella grande città, tentano di adattarsi al loro nuovo ambiente mentre affrontano sfide con gli amici e altri personaggi.

## Episodi
| N° Stagione      | Episodi         | Episodi         | Prima TV USA | Prima TV Italia |
| ---------------- | --------------- | --------------- | ------------ | --------------- |
| Episodio pilota  | Episodio pilota | Episodio pilota | 2016         | inedito         |
| Prima stagione   | 40              | 10              | 2018         | 2018            |
| Prima stagione   | 40              | 30              | 2019-2020    | 2020-2021       |
| Seconda stagione | 36              | 36              | 2020-2021    | 2021-2022       |
| Corti            | 8               | 8               | 2018         | 2019            |

## Personaggi e doppiatori

### Personaggi principali
- Apple (stagioni 1-2), voce originale di George Gendi, italiana di Emiliano Coltorti[N 1].
È una mela amichevole e avventurosa che dà valore all'amicizia con Onion. Viene in città sperando di iniziare una nuova vita. Ha un atteggiamento molto più spensierato di Onion e arriva sempre con strane nuove idee. Nel doppiaggio originale, parla con un marcato accento inglese.
- Onion (stagioni 1-2), voce originale di Richard Ayoade, italiana di Simone Veltroni[N 1] e Mirko Fabbreschi (canto).
È una cipolla educata e timida, nonché amico di Apple, che, a dispetto del suo nome, assomiglia a uno scalogno o porro (conosciuti come cipolline in Gran Bretagna). Viene in città sperando di fare nuove amicizie e ha anche una cotta per French Fry. Come Apple, nel doppiaggio originale, Onion parla con un marcato accento inglese.
- Falafel (stagioni 1-2), voce originale di Sayed Badreya, italiana di Alessandro Budroni.
- Chicken Nugget (stagioni 1-2), voce originale di Kevin Michael Richardson, italiana di Oliviero Dinelli (Il fiume d'oro) e Pierluigi Astore. È un severo ufficiale di polizia con due braccia muscolose. È il sovrintendente del carcere, e si vede che in confronto ad altri poliziotti ha un atteggiamento molto superiore anche se non si sa quale sia il suo grado all'interno del dipartimento. Il dipendente pubblico non è il suo unico lavoro, è anche un vigilante privato. Ha bisogno di soldi perché deve mantenere una famiglia numerosa, inclusa sua madre. Non si sa chi sia sua moglie. È molto duro con Apple e Onion ma è anche loro amico.

### Personaggi ricorrenti
- Madre di Apple (stagione 1), voce originale di Penrose Anderson.
- Padre di Apple (stagione 1), voce originale di Adam Buxton, italiana di Oreste Baldini.
- Patty (stagioni 1-2), voce originale di Dawnn Lewis, italiana di Laura Lenghi
- Burger (stagioni 1-2), voce originale di Eugene Mirman.
- Hot Dog (stagioni 1-2), voce originale di Paul Scheer, italiana di Emiliano Reggente
- French Fry (stagioni 1-2), voce originale di Tasha Ames.
- Zucchero Filato (in originale Cotton Candy) (stagioni 1-2), voce originale di Nicole Byer.

### Personaggi secondari
- Pizza (stagione 1), voce originale di Keith Ferguson (ep. 1-10) e Danny Jacobs, italiana di Edoardo Stoppacciaro
- Manzo essiccato (in originale Beef Jerky, stagione 1), voce originale di Kevin Michael Richardson, italiana di Dario Oppido.
- Lemondrop (stagione 1), voce originale di Naomi Hansen.
- Hoagie (stagione 1), voce originale di Danny Jacobs, George Gendi e Roger Craig Smith.
- Mrs. Lollypop (stagione 1), voce originale di Bette Ford.
- Cheesesteak (stagione 1), voce originale di Danny Jacobs.
- Cinnamon Bun (stagione 1), voce originale di Dawnn Lewis, italiana di Patrizia Salerno.
- Samosa (stagioni 1-2), voce originale di Kody Kavitha.
- Saltine (stagione 1), voce originale di Paul Scheer, italiana di Patrizia Salerno.
- Gingerbread (stagione 1), voce originale di Danny Jacobs, italiana di Ezio Conenna.
- Lattuga romana (in originale: Romaine Lettuce, stagione 1), voce italiana di Alessia Amendola.
- Ravioli (stagione 1), voce originale di Katie Crown, italiana di Anna Laviola.